# Cantone di Dinan
Il Cantone di Dinan è una divisione amministrativa dell'Arrondissement di Dinan.
È stato costituito a seguito della riforma approvata con decreto del 13 febbraio 2014, che ha avuto attuazione dopo le elezioni dipartimentali del 2015.

## Composizione
Comprende i seguenti 6 comuni:
- Aucaleuc
- Dinan
- Léhon
- Quévert
- Trélivan
- Vildé-Guingalan